# まな板

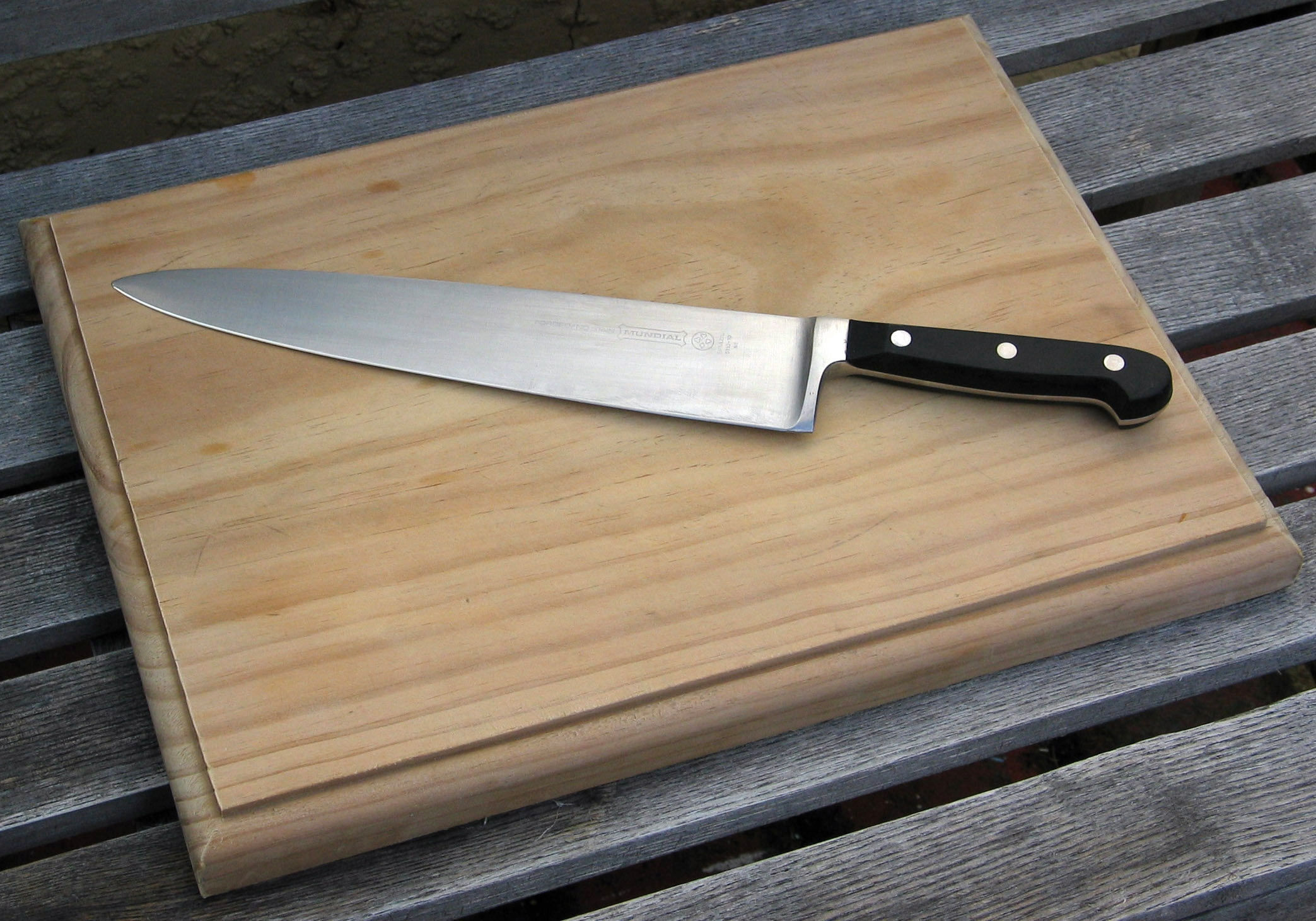
長方形の木製まな板と包丁

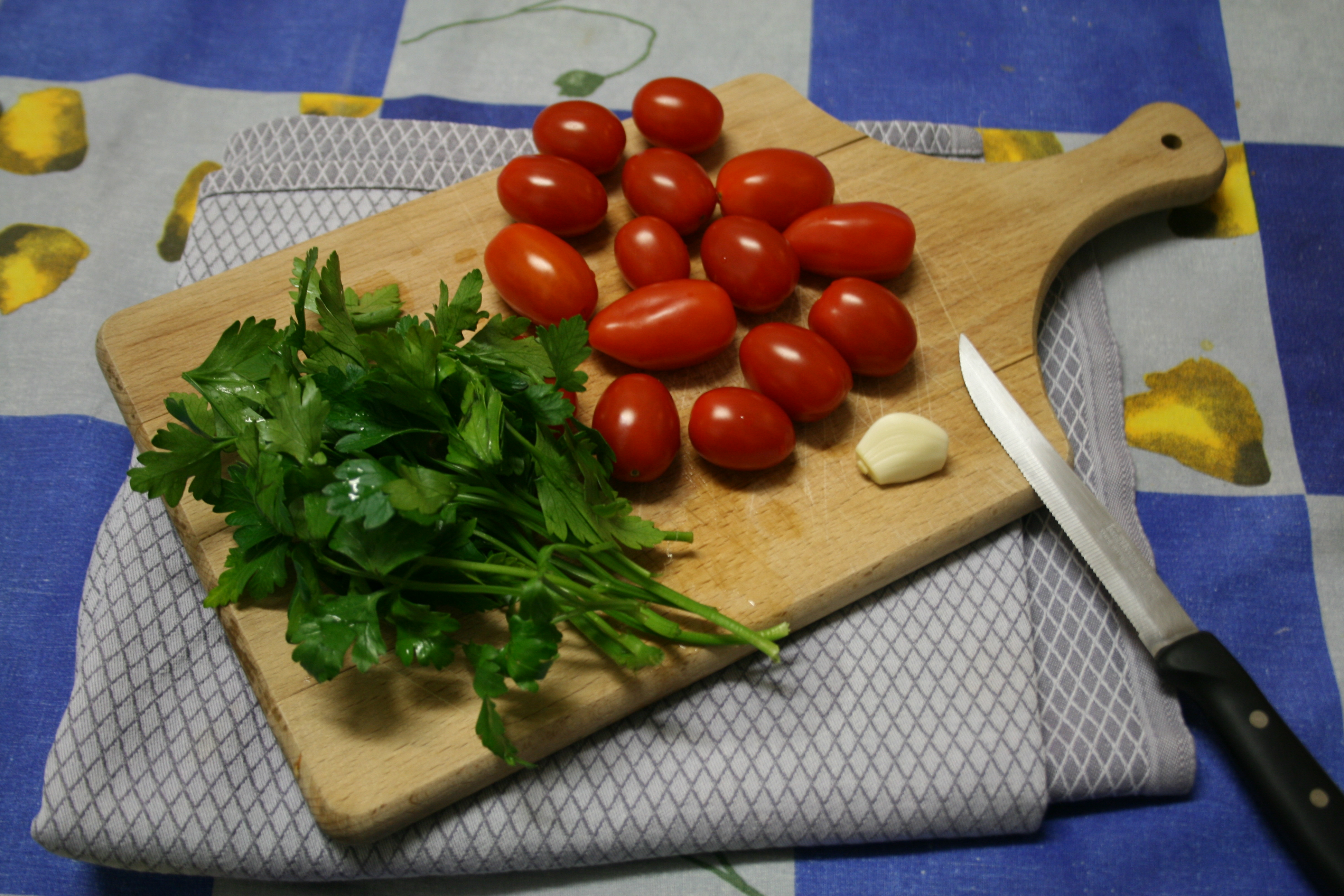
ヨーロッパに多い把手付きの木製まな板と食材とナイフ

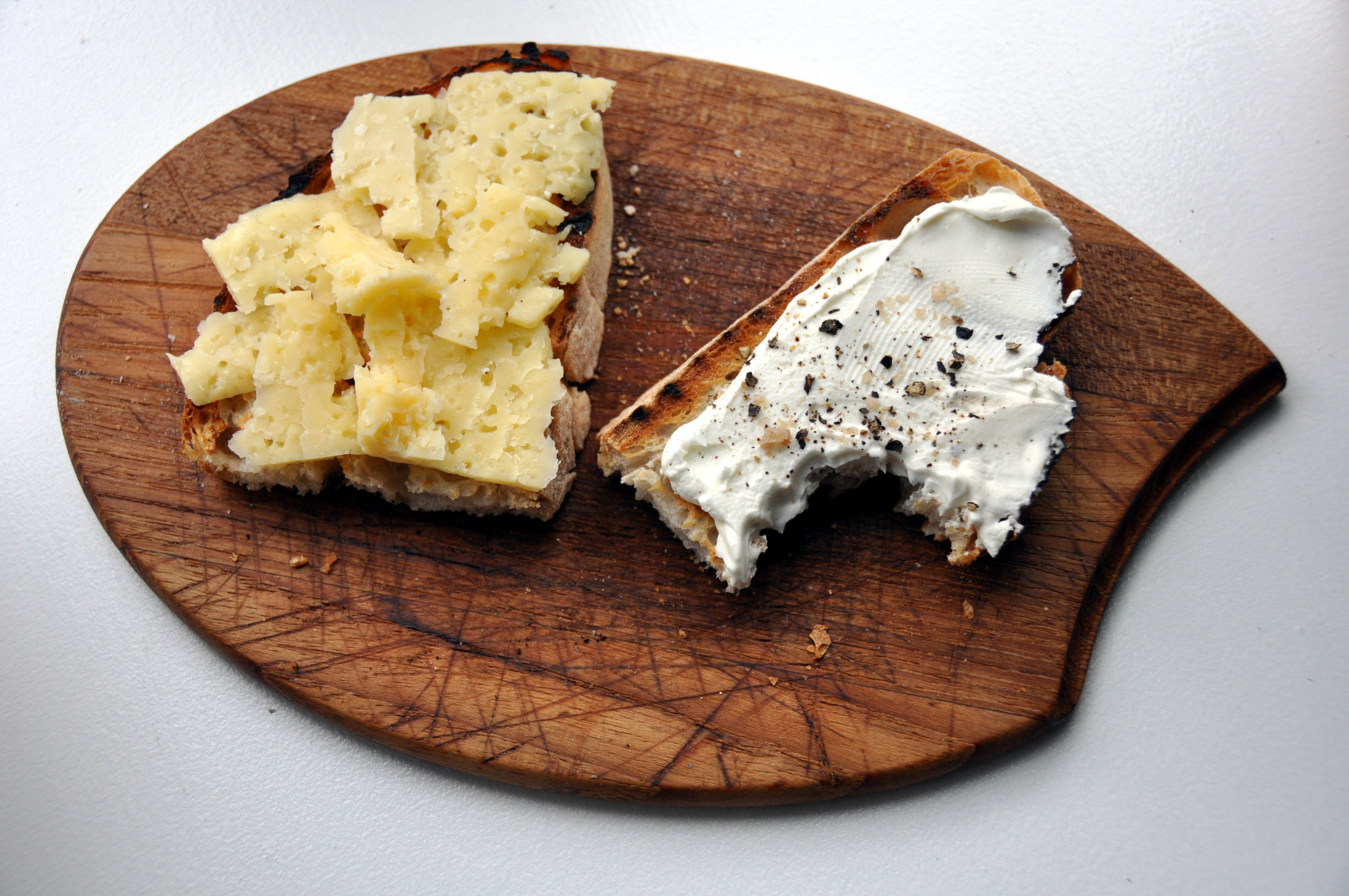
楕円形の木製まな板と食材

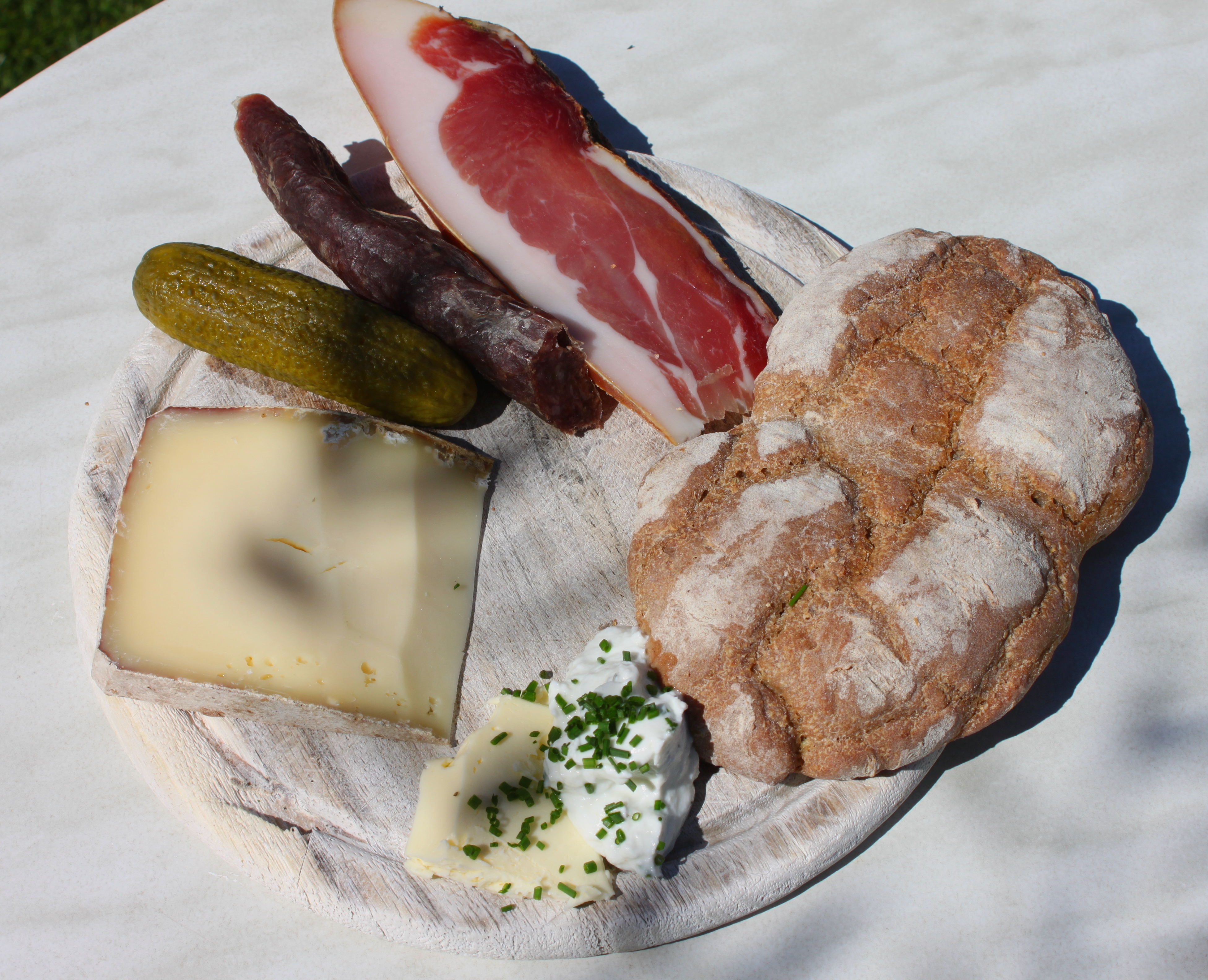
円形の木製まな板と食材

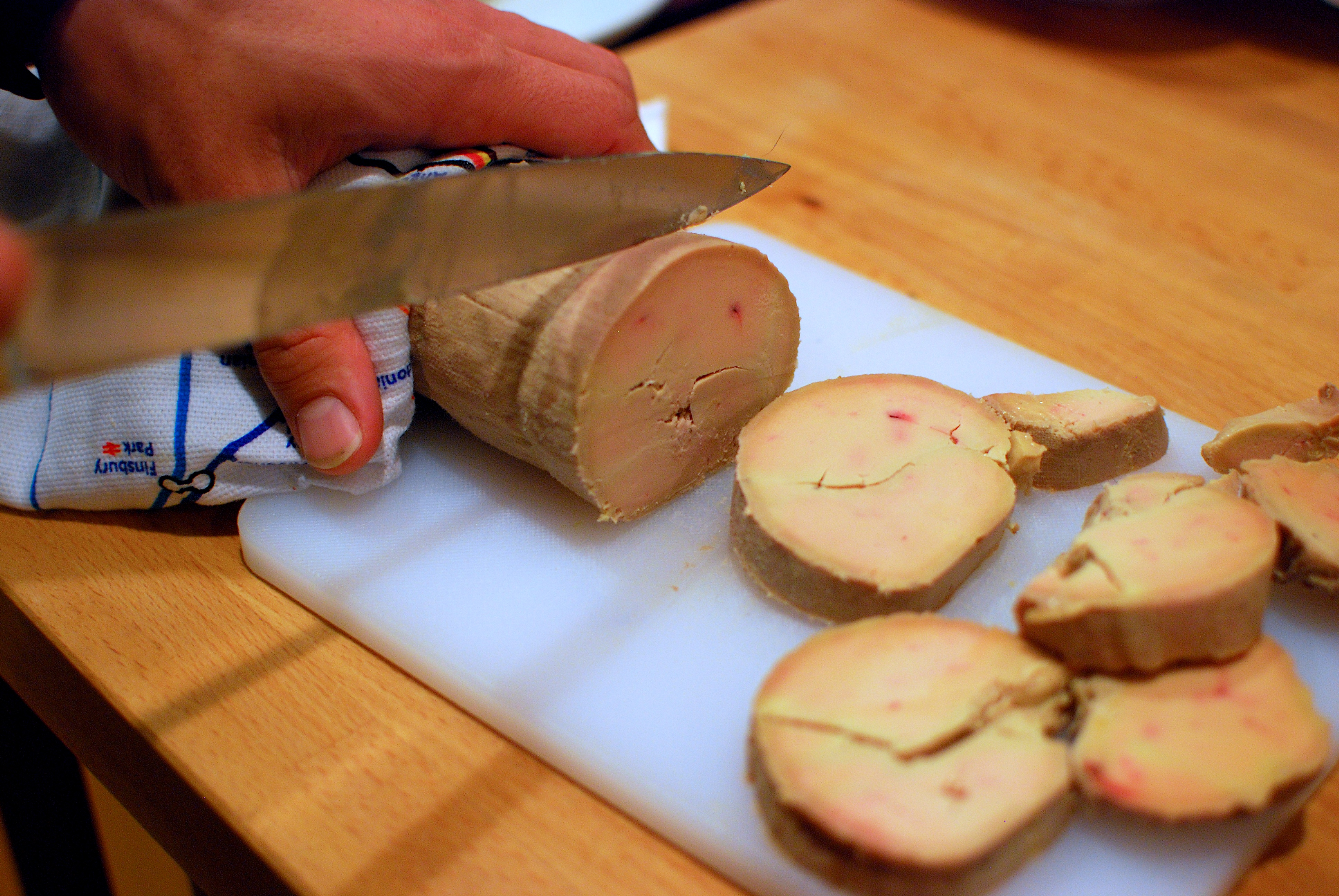
プラスチック製まな板で食材を切る。

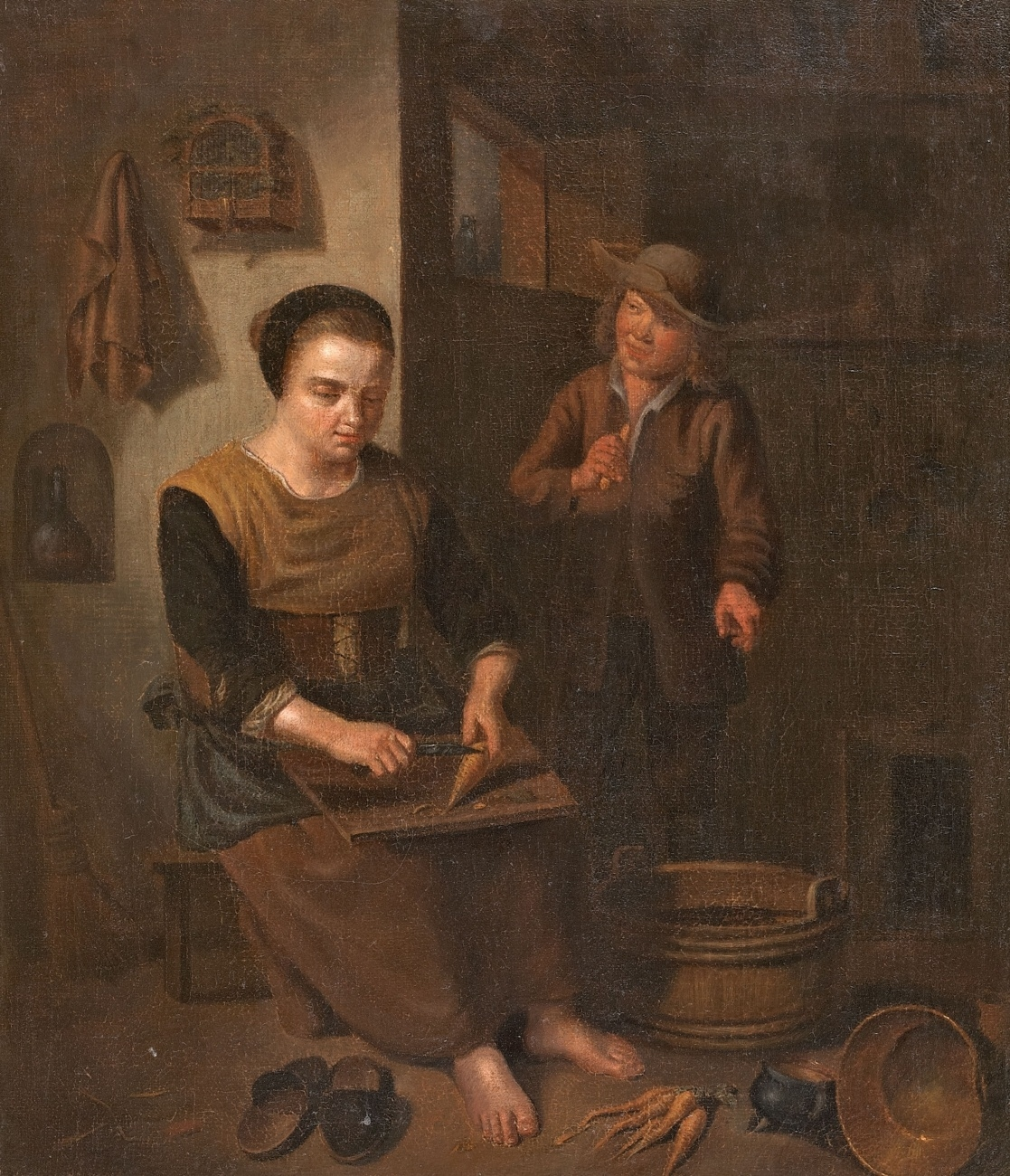
まな板を使って調理する18世紀ベルギーの主婦を描いた油絵。

まな板（まないた）は、調理で食材を切る際に台として用いる道具で、古来日本では板であったことからその名がある。日本語では俎/俎板（まないた）とも記す。英語では "cutting board" または "chopping board" といい、現代日本語でも前者を音写した外来語「カッティングボード」があり、欧米などの俎板にこの語を当てることがある。

## 素材
現代のまな板の用材としては、伝統的には木であるが、新しく普及したものとしてプラスチックと合成ゴムがある。
日本の場合、日本文化が形成されて以来（要するに先史時代は除く）、長らく俎板の用材は木のみであったが、現在は家庭用、業務用共にプラスチック材料のものが多い。合成樹脂やゴムのまな板は水分が浸透しないため抗菌性に優れ、自治体によっては、業務用には樹脂または合成ゴム製の使用を定めているところがある。

### 木製
木には適度な硬さと弾力性があるため、包丁の刃を傷めることがない。加えて、高い弾力性ゆえの大きな修復力があって、高品質なものになると、少々の傷なら短時間で自然に塞がる。さらに、古くから俎板に用いられてきた木は、天然の抗菌作用に優れている。削り直して再生することもできる。また、水分を多く含む食材を調理するに当たっては、水が浸透しないプラスチック製などとは違って親和性があるため、食材と俎板の間に入り込んだ水分が薄い層を作ることなく俎板の中に滲み込むため、刃物を入れた際に食材が滑るなどといった不都合が起こらない（プラスチック製は水分が薄い層を作るのでどうしてもわずかに滑る。ガラス製などに到っては滑りすぎて危険である）。これらの好条件と、入手しやすい素材であることから、古くから俎板の用材となってきた。日本の俎板については、奈良時代に最古の記録があり、用材は木であった。用材となる木の種類は、江戸時代以来の日本において、ホオノキとバッコヤナギ（学名：Salix bakko、別名：ヤマネコヤナギ）が最上とされている。現代日本においては、ホオノキ、ヤナギ、ヒノキ、イチョウ、ヒバ、キリ、アスナロ、ケヤキ、普及品としてスプルースなどを、主要なものとして挙げることができる。日本料理では長方形の一枚板を用いることが多いものの、集成材を用いることもある。中華料理では円筒形の大きな切り株を用いる。

### プラスチック製
合成樹脂のポリエチレンが用いられることが多い。近年は抗菌効果があるとされる材料を練り込んだり、表面に抗菌処理を施したりしたものが多く売られている。また、大型の業務用のプラスチック製まな板の中には複数の層で作られた物があり、表面が傷んだ場合、層を1枚剥がす事により雑菌が繁殖しやすい層を取り除くことができるようになったものもある。4-5枚の層を重ねてあるものが多い。

### 合成ゴム製
合成ゴムは、プラスチックよりも柔らかく、包丁の刃を当てたときの感触が木製に近い。また、煮沸消毒することができるのが利点である。なお、日本では合成ゴム製のまな板について家庭用品品質表示法の適用対象としており雑貨工業品品質表示規程に定めがある。

## 形状

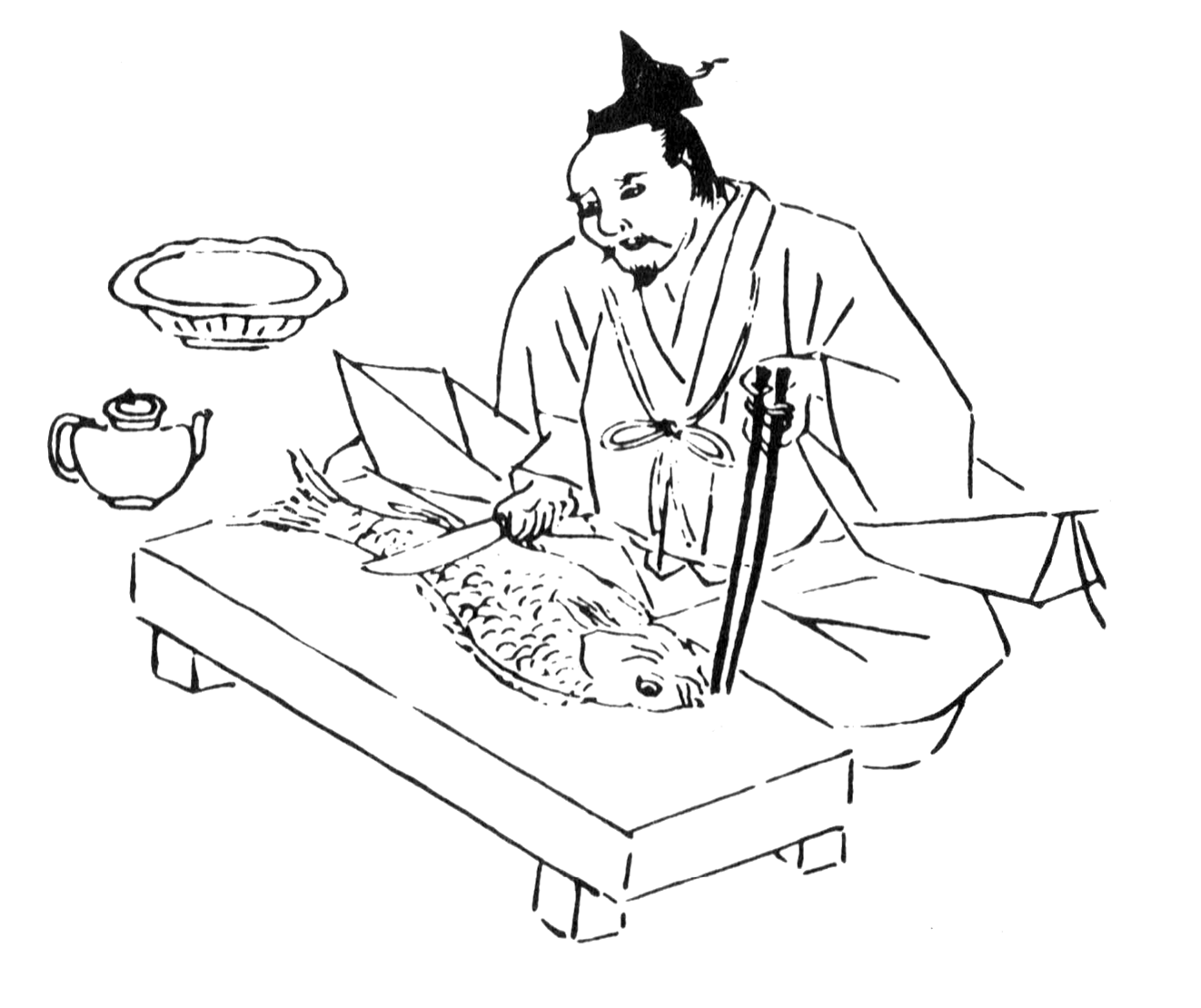
4本足のまな板の上で真魚箸と庖丁刀を使って鯉をさばく庖丁師。『七十一番職人歌合』 五十七番「庖丁師」より (1500年頃)

一般的なまな板は、長さ30-60cm、幅15-30cm、厚さ10-30mm程度の板状になっている。長さと幅については、キッチンの流し（シンク）の大きさの規格にあうように作られているものが多い。
欧米のまな板には、切った食材をまな板ごと持ち上げて鍋に入れられるよう取っ手がついている。中華料理の調理では包丁を叩き付けるようにして食材を切ることが多いため、重量があり、振動で動きにくいものが使いやすく、中華まな板は厚く輪切りにした丸太を使う。
平安時代までは、上部が丸く湾曲した俎板が流通していた。またかつては煮炊きの場は土間の竈であり、食材の処理は板の間に坐って作業したため、まな板には足がついているのが普通であった。中世の絵巻物など文献の描写にも、足つきのまな板の前に坐って調理する様子が描かれている。足つきのまな板は昭和に入っても見られたが、戦後になって調理の場が竈から台所のガス台になり、調理台の前に立って食材の処理をするようになると、まな板の足は不要になり消えていった。
近年の日本では円形のまな板も手狭な台所に収納しやすいという理由やおしゃれ的な意味合いで販売されている。

## 衛生・手入れ
木製のまな板は、栄養・水分・温度という細菌の繁殖に適した条件を満たしやすい。水分を含む食品をいきなりまな板に乗せると、食品の水分とともに細菌もまな板へ浸透する。したがって、使用前には必ず濡らして水分を含ませ、食材の汁などが滲み込まないようにしなければならない。
まな板の中に入り込んだ細菌は、まな板を洗浄した後5分から10分ほどで表面に出て汚染をもたらしたり、使用前に水で濡らすことでも中から細菌が出てくるため、傷んだ表面はこまめに削って再生する必要がある。。
まな板の衛生を保つには乾燥させることが重要であるが、木製のものは内部まで乾燥させるには時間がかかるため、完全に乾燥しないうちに再び使用される傾向がある。合成樹脂製のまな板には吸水性がないため、細菌が付着し増殖する危険が少なく、洗浄により水が中まで浸透することがないので乾燥が容易である。包丁による傷がつきにくい半面、滑りやすく、また包丁の刃を傷めやすい。
洗浄後十分な乾燥を行えば、まな板の素材が抗菌材料であるか否かは重要な点ではなくなるという研究もある。
また、抗菌まな板が抗菌作用を示すのは湿潤状態においてであり、抗菌効果に期待しすぎないようにしなければならない。
生食用の食材を加工するときに用いるまな板と、加熱して食べる食材を加工するまな板を分けることが推奨される。特に、肉、魚類を切るまな板は専用のものを用意する方がよい。一般家庭で複数用意できない場合には、まな板の表と裏で使い分けるとよい。
ニンニクなどの臭いが極めて強い食材を切るときには、まな板の上にクッキングペーパーや牛乳の紙パックを洗浄して切り広げたものを敷き、その上で切断すると、臭いがまな板につくことを防げる。
集団給食の調理場などの業務用には、まな板用の滅菌乾燥ケースが開発され販売されている。

## 語源
古事記に「火遠理命海佐知を以て魚釣らすに」との記述があることから、かつて魚は「な」とよばれていた。他の「な」と違いをもたせる意味で、接続語の「ま」をつけ、真魚（まな）を料理するという意味から「まな板」になったとされる。古くは、魚の調理にのみ用途が限定されていたと考えられる。

## 字源
「俎」という漢字は、食べ物や供え物を置くための小さな台の形を描いた象形文字である（左側の現在「仌」と書かれる部分が脚に相当し、右側の現在「且」と書かれる部分が天板に相当する）。

## まな板と箸の文化
まな板を台所の必需品として常用する文化圏は東アジアで、箸使用文化圏と大体一致している。これは孔子が、「君子厨房に近寄らず」（君子遠庖廚）の格言に基づき、厨房や屠畜場でしか使わない刃物の、食卓上での使用に反対したことから、料理はあらかじめ厨房でひと口大に、箸にとりやすい大きさに切りそろえられて食卓に出されるようになり、切りそろえる必要性から箸が普及してる地域ではまな板の使用が一般化しているものと考えられる。また、板前や花板という言葉からもわかるように、日本料理ではまな板において素材を切りそろえる作業・技術者が重視され、切る作業は単に料理の一過程であり、その作業者に対する特別の名称を持たない他の料理との際立った違いとなっている。
ヨーロッパの家庭では手持ちで材料をそぎ落とす形が一般的で、まな板は各家庭に定型化したものがあるとは限らず、パン切台やカッティングボードは台所の必需品ではない。それ以外の地域では、まな板に臨時のものを使ったり、まったくまな板文化を持たないところが多い。

## 言葉
まな板を使った言葉や言い回しには、次のようなものがある。
まな板の鯉（まな板の上の鯉・俎上の鯉）
「俎上（そじょう）の魚」と言われることもある。 土壇場の窮地に立たされても慌てずに泰然としている様子を指す。一説によると、活きたコイはまな板の上に乗せられても暴れないことから覚悟のいい魚とされ、「鯉は魚の侍」とも言われるようになった。または、細かくじたばたすることなく、一度だけ強く跳ねるともいわれる。近年は「抵抗できずにあきらめておとなしくしている様子」を指すときにも用いられている。
俎上（そじょう）にのせる
話題、議題などに取り上げること。文字通り、そのものをこれから調理するためにまな板の上に置くという比喩。
三寸まな板を見ぬく
物事の隠された裏側の事実を見抜くこと。またはそのような迫力のある鋭い眼力を持つこと。3寸（約9cm）もある板の向こう側を見るような凄いことであるという大げさな表現。
まな板に小判一枚初がつお
宝井其角の句。江戸っ子にとって初鰹は非常に人気が高く、小判を出さないと買えないくらい値段が高騰したことよりこのような句が作られた。
行徳のまな板
バカでひとずれがしていること。江戸時代の行徳（千葉県市川市）ではアオヤギ(バカガイ)が多く獲れたことから、行徳のまないたは貝剥きに酷使され「バカですれている」の意で、夏目漱石の『吾輩は猫である』にも使用されている。
比喩や隠語、俗語
- かつて1980年代前後には、女性の胸がまな板のように平らで起伏が少ない様子を示す語として、若者を中心に比喩表現として使用されていた。
- 舞台の上で、客や男優と性行為または性行為を模した行為などを行なうストリップショーは違法行為であり、こうしたことから風俗興行の隠語として用いられた。
- パーソナルコンピュータにおいて、マザーボードをケースに入れず水平に露出させて使用する形態の通称。また、その形態を踏襲したPCケースもまな板という場合がある。

## 地名
まな板にちなむ地名には以下がある。
- 爼岩 － 静岡県蓮着寺近郊の日蓮伝承に由来する岩
- 俎橋 － 東京都千代田区にある橋